# Calostemma
Calostemma is een geslacht van bolgewassen uit de narcisfamilie (Amaryllidaceae). De soorten komen voor in het oosten en zuidoosten van Australië.

## Soorten
- Calostemma abdicatum P.J.Lang
- Calostemma luteum Sims
- Calostemma purpureum R.Br.

... · 
Acis · 
Amaryllis · 
Boophone · 
Clivia · 
Crinum (Haaklelie) · 
Galanthus (Sneeuwklokje) · 
Hippeastrum · 
Hymenocallis · 
Leucojum (Narcisklokje) · 
Narcissus (Narcis) · 
Pancratium · 
Scadoxus · 
Sprekelia · 
Sternbergia · 
...